# Eva Lundgren
Eva Lundgren, född 24 november 1947 i Flekkefjord i Norge, är en norsk-svensk sociolog. Mellan 1993 och 2011 var hon professor i sociologi vid Uppsala universitet, med särskild inriktning på kvinnoforskning vid tvärvetenskapliga avdelningen för samhällsvetenskaplig genusforskning. Lundgren bodde i Sverige 1989–2019 och flyttade 2019 tillbaka till Norge.
Eva Lundgren har i sin forskning fokuserat på kvinnomisshandel, där våldet utförts av troende kristna och i vissa fall motiverats och ansetts sanktionerat av deras tro. Det vetenskapliga syftet har för Lundgren varit att utveckla förståelsen av begreppet våldets normaliseringsprocess, som är en teoretisk förklaringsmodell för hur misshandlade kvinnor psykosocialt gradvis bryts ned och finner sig i den våldsamma situationen.

## Biografi
Eva Lundgren växte upp i en strängt kristen miljö i Flekkefjord. Hennes far var anläggningsarbetare. Hon utbildade sig till grundskolelärare och arbetade fyra år som lärare. Hon arbetade också  som mannekäng innan hon började studera teologi vid Religionsvitenskapelig institutt vid Bergens universitet och avlade en kandidatexamen 1978 i kristendomskunskap. År 1982 publicerade hon Den bortkomne datter. Kvinneteologi, kvinnefrigjøring, teologikritikk. År 1985 disputerade Eva Lundgren med avhandlingen På tvers. Trekk fra avvikets historie. År 1986 började hon arbeta vid centret för humanistisk kvinnoforskning. Eva Lundgren ledde verksamheten vid Humanistiska kvinnoforskningcentret under 1987-1988 och tillerkändes professorskompetens 1988. Hennes forskning har behandlat manligt våld riktat mot kvinnor, avgränsat till då våldsanvändningen motiverats med sexuella behov och religiösa rättigheter. Hennes studier var fokuserade på religiöst, framför allt kristet motiverat, våld mot kvinnor i det norska samhället. 
År 1989 tillträdde Eva Lundgren en tjänst som docent i teologi vid Uppsala universitet. Hon utsågs där till professor i sociologi 1993, en tjänst instiftad av regeringen för att studera "förhållandet mellan makt och kön i familj och samhälle, särskilt våld mot kvinnor". Hon var gästprofessor vid New York University 1996-1997, och har också varit gästprofessor vid University of North London, University of Bradford och Åbo Akademi. Från 2003 ledde hon arbetet vid den då inrättade tvärvetenskapliga avdelningen för samhällsvetenskaplig genusforskning. Hon lämnade sin tjänst och sina uppdrag vid Uppsala universitet med ålderspension 3 mars 2011.

## Eva Lundgrens forskning
Teoretiskt har Lundgren fokuserat på att utveckla förståelsen av begreppet våldets normaliseringsprocess, en förklaringsmodell för hur misshandlade kvinnor psykosocialt gradvis bryts ned och finner sig i den våldsamma situationen. Personlighetsnedbrytningen kan, menar Lundgren, ske förvånansvärt snabbt och slutar ofta med att den slagna och misshandlade kvinnan skyller mannens misshandel på sig själv. Lundgren har också försökt visa att de män som systematiskt använder ett sexualiserat våld mot sina partners gör detta i syfte att befästa sin maktposition, snarare än för att tillfredsställa ett sexuellt behov. Hennes forskning utgår bland annat från teorier om en samhällelig könsmaktsordning och att socialt kön konstitueras i samhälleliga processer, där mannen systematiskt förtrycker kvinnan.
Lundgren har vidare hävdat att våld mot kvinnor i hemmet är behäftat med ett stort kriminologiskt mörkertal, då dess natur är kringgärdat av hemmets fyra väggar och utförs i helt privata sammanhang med ett offer som är ovilligt att slå sönder sin enda kvarstående trygghet i hemmet. 
Boken I herrens våld (I Herrens vold. Dokumentasjon av vold mot kvinner, Oslo, 1985) beskriver trettio norska kvinnors liv med våldsamma män inom den karismatiska kristendomen. Beskrivningen består av intervjuer med norska kvinnor som lever med kristet engagerade män och som misshandlar de kvinnor de är gifta med. I en senare studie, vilken presenteras i boken Gud och alla andra karlar (På svenska; Natur & Kultur, 1992) är motsvarande intervjuer genomförda med 10 av de aktuella männen. I Slagen dam från 2001 redovisas en undersökning av 10 000 slumpmässigt utvalda kvinnor i åldern 18-64 år, bosatta i Sverige, där deras erfarenheter av våld efterfrågas. År 2008 publicerade Eva Lundgren boken Knutbykoden där hon analyserar skeendena bakom Knutbydramat som hon hade forskat kring sedan 2004.

### Uppsala universitets granskning 2005
I maj 2005 sändes TV-dokumentären Könskriget där bland annat Lundgrens teorier och påverkan på dem som engagerade sig i kvinnojourer togs upp. I den debatt som följde publicerades på DN Debatt en artikel av Bo Rothstein och Anne-Marie Morhed där de kritiserade bristen på granskning av Eva Lundgrens forskning. De framförde också i artikeln att hon saknade belägg för att "det i stor utsträckning sker rituella barnamord i Sverige, att sexövergrepp sker mer eller mindre sanktionerat inom ramen för prästers yrkesutövning, att i stort sett alla kvinnliga studenter blir sexuellt trakasserade, och så vidare". Eva Lundgren replikerade några dagar senare med att "hon aldrig påstått att det begås rituella barnamord i Sverige eller att sexuella övergrepp sanktioneras inom ramen för prästers yrkesutbildning", vilket i sin tur motreplikerades, där också hennes sätt att använda hermeneutisk kvalitativ metod ifrågasattes. 
Universitetets ledning beslutade den 7 juni 2005 att genomföra en granskning av samtliga Lundgrens artiklar och rapporter för att bedöma om det fanns sakligt underlag för kritiken om vetenskaplig ohederlighet. I december 2005 lade de av Uppsala universitet utsedda granskarna fram en rapport där man konstaterade att det inte fanns belägg för anklagelserna om vetenskaplig ohederlighet. Däremot pekade de på vad de ansåg vara brister i Eva Lundgrens forskning och att en av de centrala teserna hon framfört, nämligen att våld mot kvinnor förekommer i parrelationer oberoende av sociala faktorer inte stöds av hennes åberopade data. Tvärtom visade de data hon själv redovisat motsatsen, att sociala förhållanden predicerar våld i parrelationer. De båda granskarna var dock delvis oeniga i sina slutsatser och rapporten innehåller därför två olika sammanfattande omdömen.
Uppsala universitets undersökning avslutades den 15 december 2005 med ett formellt friande av Lundgren med kommentaren att "undersökningen inte kan tolkas så att Eva Lundgrens heder kan ifrågasättas". En uppgörelse med Eva Lundgren för att återupprätta hennes rykte som genusforskare blev klar sommaren 2008 där bland annat hennes verksamhet utlovades extra ekonomiskt stöd.

### Eva Lundgrens forskning i svensk samhällsdebatt
Eva Lundgrens forskargärning i Sverige sammanföll med, och var en viktig del av, en bredare etablering av genusvetenskapen vid svenska lärosäten och den radikalisering av feminismen i Sverige som skedde samtidigt med accepterande av begreppet könsmaktsordning. I svensk samhällsdebatt i dessa frågor fick sedan Eva Lundgrens forskning en exponerad roll.
I debatten om den bredare etableringen av genusvetenskapen blev den använda vetenskapliga metodiken en huvudfråga. Det vill säga om ett rent naturvetenskapligt synsätt bör tillämpas eller ett mer hermeneutiskt synsätt kan användas, som är mer vanligt i samhällsvetenskaplig och humanistisk forskning. När denna debatt intensifierades 2005 efter TV-dokumentären Könskriget, och i anslutning till Uppsala universitets granskning, kom det generella ifrågasättandet av metodiken inom genusvetenskapen att påverka och delvis överlappa med ett specifikt ifrågasättande av den metodik Eva Lundgren använt i sin forskning.
Inom den svenska mer radikala feminismen kom Eva Lundgrens teorier att få stort inflytande. Personer engagerade i olika kvinnojourer och framför allt i riksorganisationen Roks påverkades av tankarna om könsmaktsordning och våldets normaliseringsprocess. Till en del anammades teorierna av personer inom regeringskansliet för jämställdhet och dess statsråd Margareta Winberg. En allmän debatt om upplevd detaljstyrning av universiteten från regering och politiker tog förnyad fart efter SVT:s dokumentär Könskriget i maj 2005. Denna fick då ett fokus på misstanken om att mycket av genusforskningen fått extra stöd av politiker/regeringen. Även i denna debatt kom Eva Lundgrens forskning att få en framträdande plats, där det exempelvis framfördes misstankar om att den professur Eva Lundgren tillträdde 1993 hade skapats utifrån politiska motiv.
I samband med #metoo-debatten skrev Svenska Dagbladet 2017 att "Eva Lundgrens forskning om mäns våld mot kvinnor beskylldes för 16 år sedan för att vara överdriven och till och med fabricerad. I dag, under pågående #metoo-debatt, ser det ut som om hon hade rätt." I januari 2018 skrev Eva Lundgren och hennes forskningskollega, juristen Jenny Westerstrand, att "den feministiska rörelsen och forskningen har under de senaste tjugo åren försökt förmedla kunskaper om kvinnors våldsutsatthet till media och till politiker. Men centrala delar av den svenska journalistkåren har varit en av de starkaste krafterna för att budskapet inte ska gå fram."
Jenny Westerstrand, som nu blivit ordförande för Roks, uttalade 2019 att "det Lundgren och hennes forskningsmiljö fick utstå 2005 och framåt var en hatstorm där troll och hatare från nätet gavs inflytande rakt in i universitetets beslutsrum;" enligt Westerstrand har Lundgren haft "enorm betydelse [...] för svensk feminism, inom kvinnojours- och tjejjoursrörelsen och inom akademin och inom politiken." Lundgren uttalade att "det var fantastiskt fint att få komma till Sverige, men minst lika fint att få dra härifrån"; hon uppgav att hon skriver på en självbiografi om sitt "liv som folkefiende".